# Третья Украинская Республика
«Третья Украинская Республика», ранее называлась «Народная самооборона» (укр. Третя Українська Республіка) — украинская политическая партия. Была основана в 1999 году под названием «Вперёд, Украина!». В 2007 году была объединена с гражданским движением «Народная самооборона» Юрия Луценко. Участвовала во внеочередных парламентских выборах 2007 года в составе «мегаблока» национал-демократических партий «Наша Украина — Народная самооборона». В апреле 2010 года изменила название на «Народная самооборона». Лидер партии с 2007 года — Юрий Луценко. В ноябре 2010 года Луценко заявил, что считает политический проект «Народная самооборона» закрытым, однако формально партия продолжала существовать. В 2013 году, после освобождения из мест заключения по амнистии, Луценко объявил о создании гражданской инициативы «Третья Украинская Республика», а в 2014 году изменил название своей политической партии, которая также стала именоваться «Третья Украинская Республика».

## История
6 февраля 1999 года была основана партия «Вперёд, Украина!» (укр. Вперед, Україно!). 13 мая 1999 года она была зарегистрирована министерством юстиции, 22 мая состоялся её первый съезд. Лидером партии являлся Виктор Мусияка.
На президентских выборах 1999 года партия поддержала кандидатуру Александра Мороза. С 2000 года сотрудничество с СПУ было прекращено. Заместителем главы партии стал Владимир Сивкович. В 2001 году он исполнял обязанности главы партии. В конце 2001 года партия приняла решение войти в избирательный блок «Наша Украина». Лидером партии вновь стал Виктор Мусияка.
На парламентских выборах 2002 года партия в составе избирательного блока «Наша Украина» вошла в Верховную раду четвёртого созыва.
В парламентских выборах 2006 года партия «Вперёд, Украина!» участвовала самостоятельно, но не набрала нужного количества голосов (всего 6 934 голоса — 0,02 %, последнее место среди 45 партий).
В январе 2007 года бывший министр внутренних дел Украины Юрий Луценко создал гражданское движение «Народная самооборона» (укр. Народна самооборона). Несколькими месяцами позже движение было преобразовано в партию путём объединения с политической партией «Вперёд, Украина!».
В апреле 2007 года на объединённом съезде партии «Вперёд, Украина!» и «Христианско-демократического союза» было принято решение о создании избирательного блока для участия в парламентских выборах 2007 года. Позднее эти партии вошли в единый блок национал-демократических сил Украины «Наша Украина — Народная самооборона» (НУНС). По итогам выборов блок «Наша Украина — Народная самооборона» занял третье место, получив 14,15 % голосов (72 места в парламенте).
13 апреля 2010 года партия «Вперёд, Украина!» получила свидетельство от министерства юстиции о переименовании партии «Вперёд, Украина!» в политическую партию «Народная самооборона» (укр. Народна самооборона).
В ноябре 2010 года Луценко заявил, что считает «Народную самооборону» закрытой как самостоятельный политический проект, и сообщил, что предложил Юлии Тимошенко («Батькивщина») объединить усилия.
В феврале 2012 года Луценко был приговорён к 4 годам лишения свободы.
В марте 2012 года Луценко в письме из Лукьяновского СИЗО обратился к съезду партии «Батькивщина», заявив о том, что хотел бы присоединить партию «Народная самооборона» к «Батькивщине».
В апреле 2013 года, выйдя из колонии по президентской амнистии, Юрий Луценко подтвердил, что политический проект «Народная самооборона» прекратил существование в 2012 году, когда его партия в преддверии выборов в Раду слилась с «Батькивщиной». Несмотря на это, юридически партия не была распущена.
Луценко заявил о намерении создать новое гражданское движение «Третья Республика», которое, по его словам, в дальнейшем поддержит одного из кандидатов на предстоящих президентских выборах (на тот момент речь шла о выборах 2015 года). С первых дней PR-сопровождением деятельности движения и организацией его мероприятий, в том числе во время Евромайдана, занимался киевский Центр политического консалтинга, взявший на себя постоянный мониторинг медиапространства, социологические исследования, непосредственное участие в разработке идей и предложений, разработке тезисов для публичных выступлений лидеров движения, информационных и агитационных материалов.
В 2014 году состоялся технический съезд партии «Народная самооборона», на котором были внесены изменения в устав, а партия получила новое название «Третья Украинская Республика».
1 июля 2014 года новое название партии было зарегистрировано.
Однако партия «Третья Украинская Республика» на выборы не пошла. 27 августа 2014 года Луценко был избран председателем партии «Солидарность» — в настоящее время, «Европейская солидарность».